# Динамо-576
«Динамо-576» — молодежный хоккейный клуб из города Санкт-Петербурга, выступающий в НМХЛ. Входит в систему «Динамо» Санкт-Петербург.

## История
Команда «Динамо-576» основана в 2020. В своём дебютном сезоне команда была заявлена в НМХЛ в сезоне 2020/2021. Главным тренером был назначен Юрий Мамонтов. Игроками являются воспитанники СДЮШОР «Динамо Санкт Петербург» и хоккейной школы-интерната 576. 2 сентября 2020 года клуб был официально принят в список участников НМХЛ.

### Главные тренеры
- Мамонтов, Юрий Александрович — 2020/21 — 2021/22
- Акимов, Николай Владимирович — 2022/23 — 2023/24
- Вареник, Михаил Владимирович — с 2024/25